# Alpine Racer 2
Alpine Racer 2 (アルペンレーサー2?, Arupen Rēsā 2) è un videogioco arcade sportivo di sci, pubblicato nel 1996 dalla Namco, seguito di Alpine Racer.
Come il predecessore, opera sulla scheda madre Namco System 22 e ha un cabinato dotato di una pedana analogica che simula gli sci. Il giocatore, stando in piedi, applica il peso del proprio corpo sulla pedana mentre impugna con le mani due maniglie fisse (simulanti i bastoni).

## Modalità di gioco
Pur mantenendo lo stesso gameplay di Alpine Racer, sono state introdotte delle novità. Innanzitutto ci si può fare partite da due o più giocatori quando dei cabinati sono collegati assieme, e poi, nel menù iniziale si potrà scegliere uno dei tre sciatori che si preferisce; due di tipo nascosto vengono selezionati a parte mediante gli appositi trucchi, Dr. Don & Dr. Dan e Kuma, rispettivamente da Point Blank e dalla saga di Tekken. Inoltre, in entrambe le corse di gioco viene abolita la difficoltà media.
Nel corso di una delle discese, per la prima volta si possono far compiere allo sciatore delle acrobazie al momento del salto.

## Accoglienza
La rivista del passato Next Generation ha dato come voto ad Alpine Racer 2 un 3 su 5, citando nella recensione l'elogio alle possibilità di giocare con più giocatori e di scegliere uno dei tre sciatori, ma anche al design e alla realizzazione delle piste, più ampie e ben curate nei dettagli. Tuttavia, notarono che il gameplay e l'intelligenza artificiale degli sfidanti sono rimasti pressoché invariati rispetto al precedente gioco.
In Giappone fu il sesto videogioco arcade più popolare nelle sale a partire da febbraio 1997.
Robert Stickgold, uno dei tanti ricercatori della Harvard Medical School, citò questo titolo (insieme all'originale Tetris) come esempio nel suo studio scientifico riguardo alla relazione tra il sonno e il sapere. Lui scoprì che dopo averci giocato per ore prima di andare a dormire, anche i soggetti affetti da amnesia anterograda avrebbero sognato nella realtà di sciare.